# Кожеста актиния
Кожестите актинии (Heteractis crispa) са вид корали от семейство Stichodactylidae.
Таксонът е описан за пръв път от Кристиан Готфрид Еренберг през 1834 година.